# 4chan

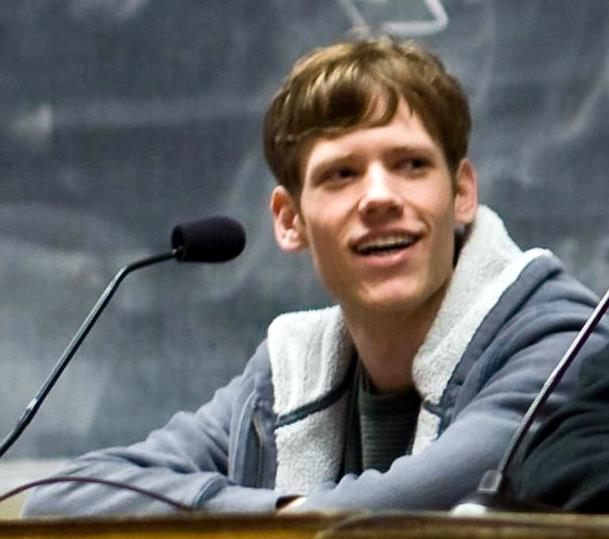
moot – założyciel 4chana

4chan – anglojęzyczny imageboard, wzorowany na japońskim Futaba Channel. Uruchomiony w październiku 2003 roku przez nastolatka Christophera Poole’a, ps. moot. Pierwotnie o tematyce mangi oraz anime. Użytkownicy z reguły piszą oraz zamieszczają obrazy anonimowo. Dziennik „The Guardian” nazwał 4chan „błyskotliwym, śmiesznym i niepokojącym”. Został sprzedany 21 września 2015 r. twórcy 2channel, Hiroyukiemu Nishimurze.
Najpopularniejszy dział to dział /b/, znany jako „dowolny” (random), na którym zakazane jest jedynie zamieszczanie dziecięcej pornografii. Portal Gawker.com stwierdził, że „czytanie /b/ rozpuści ci mózg”.
Serwis zwraca uwagę mediów, a jego użytkownicy spopularyzowali utwory i zjawiska internetowe, takie jak piosenka Chocolate Rain, obrazy „lolcat” czy rickroll. Media zwracają także uwagę na ataki użytkowników na inne serwisy i internautów, jak również na treści rasistowskie, nazistowskie czy seksistowskie.
14 kwietnia 2025 serwis przestał działać w związku z cyberatakiem. 25 kwietnia serwis powrócił.

## Manipulacja rankingu tygodnika Time
Ranking 100 najbardziej wpływowych osób świata magazynu Time został w 2009 r. zmanipulowany przez użytkowników 4chana. Ranking ułożony był na podstawie głosów internautów. Mimo zabezpieczenia reCAPTCHA, użytkownikom udało się wynieść na pierwsze miejsce założyciela 4chana i ułożyć z inicjałów osób w rankingu akrostych „mARBLE CAKE ALSO THE GAME”.